# 尼日利亞電視局
尼日利亞電視局（英語：Nigerian Television Authority）是尼日利亞的國家電視台，故中文俗稱尼日利亞國家電視台。
該電視台成立於1959年，當時以「西尼日利亞電視台」（英語：Western Nigeria Television）名義，並於1977年改為現名。

## 外部連結
- 官方網站 （页面存档备份，存于）（英文）